# Katty Kowaleczko
Katarzyna Kowaleczko Henríquez (née le 2 octobre 1964 à Santiago), mieux connu comme Katty Kowaleczko. est une actrice chilienne d'origine polonaise.

## Filmographie au cinéma
- 2004 : Promedio Rojo : mère de Fele
- 2005 : Secuestro : Rosa María
- 2005 : Condena Perpetuacorto : Esperanza
- 2007 : Fiestapatria : Lorena
- 2007 : Malo : Leonor

## Filmographie à la télévision

### Telenovelas
| Telenovelas | Telenovelas              | Telenovelas                            | Telenovelas |
| Année       | Titre                    | Rôle                                   | Chaîne      |
| ----------- | ------------------------ | -------------------------------------- | ----------- |
| 1987        | La Invitación            | Valeria                                | Canal 13    |
| 1988        | Semidiós                 | Valeria                                | Canal 13    |
| 1988        | Vivir Así                | Ángelica                               | Canal 13    |
| 1989        | Bravo                    | Antonia                                | Canal 13    |
| 1991        | Volver a Empezar         | Susana Urmeneta                        | TVN         |
| 1991        | Ellas por Ellas          | Marcela                                | Canal 13    |
| 1993        | Marrón Glacé             | Vania Aguilera                         | Canal 13    |
| 1994        | Champaña                 | Elisa Zamudio                          | Canal 13    |
| 1995        | El Amor está de moda     | Claudia Ormazábal                      | Canal 13    |
| 1996        | Marrón Glacé, el regreso | Vania Aguilera                         | Canal 13    |
| 1997        | Eclipse de Luna          | Julia                                  | Canal 13    |
| 1998        | Amándote                 | Betzabé "Betzi" Quinteros              | Canal 13    |
| 1999        | Fuera de Control         | Marla Mackenzie                        | Canal 13    |
| 2000        | Sabor a Ti               | Violeta Rubio                          | Canal 13    |
| 2004        | Tentación                | Paula Sandoval                         | Canal 13    |
| 2005        | Gatas & Tuercas          | Marcia Briceño                         | Canal 13    |
| 2006        | Charly Tango             | Ninoska Patiño                         | Canal 13    |
| 2007        | Papi Ricky               | Úrsula Flores                          | Canal 13    |
| 2009        | Corazón rebelde          | Sonia Rey                              | Canal 13    |
| 2011        | Infiltradas              | Atenea Magallanes / Minerva Magallanes | Chilevisión |
| 2013        | Las Vega's               | Teresa Acuña                           | Canal 13    |

### Séries
| Séries télévisées | Séries télévisées      | Séries télévisées | Séries télévisées |
| Année             | Titre                  | Rôle              | Chaîne            |
| ----------------- | ---------------------- | ----------------- | ----------------- |
| 1994              | Soltero a la Medida    | Gladys            | Canal 13          |
| 2002              | El día menos pensado   | Lissette O'Ryan   | TVN               |
| 2003              | Cuentos de Mujeres     | Antonia           | TVN               |
| 2003              | La vida es una lotería | Raquel            | TVN               |
| 2004              | El socio               | Olivia            | TVN               |
| 2004              | El cuento del tío      | Elisa             | TVN               |
| 2008-2009         | Amango                 | Lulú Opazo        | Canal 13          |
| 2008-présent      | Los 80                 | Nancy Morales     | Canal 13          |

### Émissions de télévision
| Année     | Titre                                      | Rôle                  | Chaîne      |
| --------- | ------------------------------------------ | --------------------- | ----------- |
| 1991-1992 | Arboliris                                  | Animatrice            | TVN         |
| 2003      | Teatro en Chilevisión                      | Actrice               | Chilevisión |
| 2005      | Pollo en Conserva                          | Panéliste             | La Red      |
| 2007      | Fama                                       | Animatrice (remplace) | Canal 13    |
| 2008      | Amor ciego                                 | Animatrice            | Canal 13    |
| 2008      | Amor Ciego 2                               | Animatrice            | Canal 13    |
| 2008      | Juntos, el show de la mañana               | Panéliste             | Canal 13    |
| 2009      | Viernes de Lokkos                          | Animatrice            | Canal 13    |
| 2009      | 1810                                       | Animatrice (remplace) | Canal 13    |
| 2009      | Nadie está libre                           | Animatrice            | Canal 13    |
| 2010      | Nacidos para ganar                         | Animatrice            | Canal 13    |
| 2010      | La Casa por la Ventana                     | Animatrice            | Canal 13    |
| 2012      | Quién quiere ser millonario?: Alta tensión | Participante invitée  | Canal 13    |
| 2012      | Vertigo                                    | Participante invitée  | Canal 13    |

## Théâtre
- 2001 : Monólogos de la Vagina
- 2005 : Pequeños Crímenes Conyugales

### Sources
- (es) Cet article est partiellement ou en totalité issu de l’article de Wikipédia en espagnol intitulé « Katty Kowaleczko » (voir la liste des auteurs).